# Holmberg IX
Holmberg IX est une galaxie naine irrégulière de type magellanique, satellite de M81 et située dans la constellation de la Grande Ourse. Sa vitesse par rapport au fond diffus cosmologique est de 129 ± 8 km/s, ce qui correspond à une distance de Hubble de 1,9 ± 0,2 Mpc (∼6,2 millions d'al). Holmberg IX a été découverte par l'astronome canadien Sidney van den Bergh en 1959.
La galaxie est nommée « Holmberg IX » d’après Erik Holmberg qui l’a décrite pour la première fois dans son étude sur les groupes de galaxies en 1969.
La classe de luminosité de Holmberg IX est V-VI et elle présente une large raie HI.
À ce jour, dix mesures non basées sur le décalage vers le rouge (redshift) donnent une distance de 4,048 ± 2,154 Mpc (∼13,2 millions d'al), ce qui est à l'extérieur des valeurs de la distance de Hubble. Puisque Holmberg IX est un satellite de M81 et que cette dernière s'approche de la Voie lactée, on ne peut employer la valeur du décalage vers le rouge pour déterminer sa distance.

## Une galaxie récente?
Les observations d'Holmberg IX par le télescope spatial Hubble ont montré que cette dernière était principalement constituée d'une population stellaire jeune (- 200 millions d'années), avec également des étoiles géantes rouges plus âgées. En cartographiant la distribution de ces géantes rouges et en considérant leurs métallicités déduites, les chercheurs en ont conclu que la plupart de ces étoiles plus anciennes sont en faites associées à la galaxie primaire M81. L'emplacement de Homlberg IX, sa forte teneur en gaz et sa population stellaire jeune suggèrent qu’il s’agit d’une galaxie naine de marée, probablement née de la première rencontre rapprochée entre M81 et M82, il y a entre 200 et 300 millions d'années. Holmberg IX est ainsi probablement la plus jeune galaxie la plus proche de nous,.

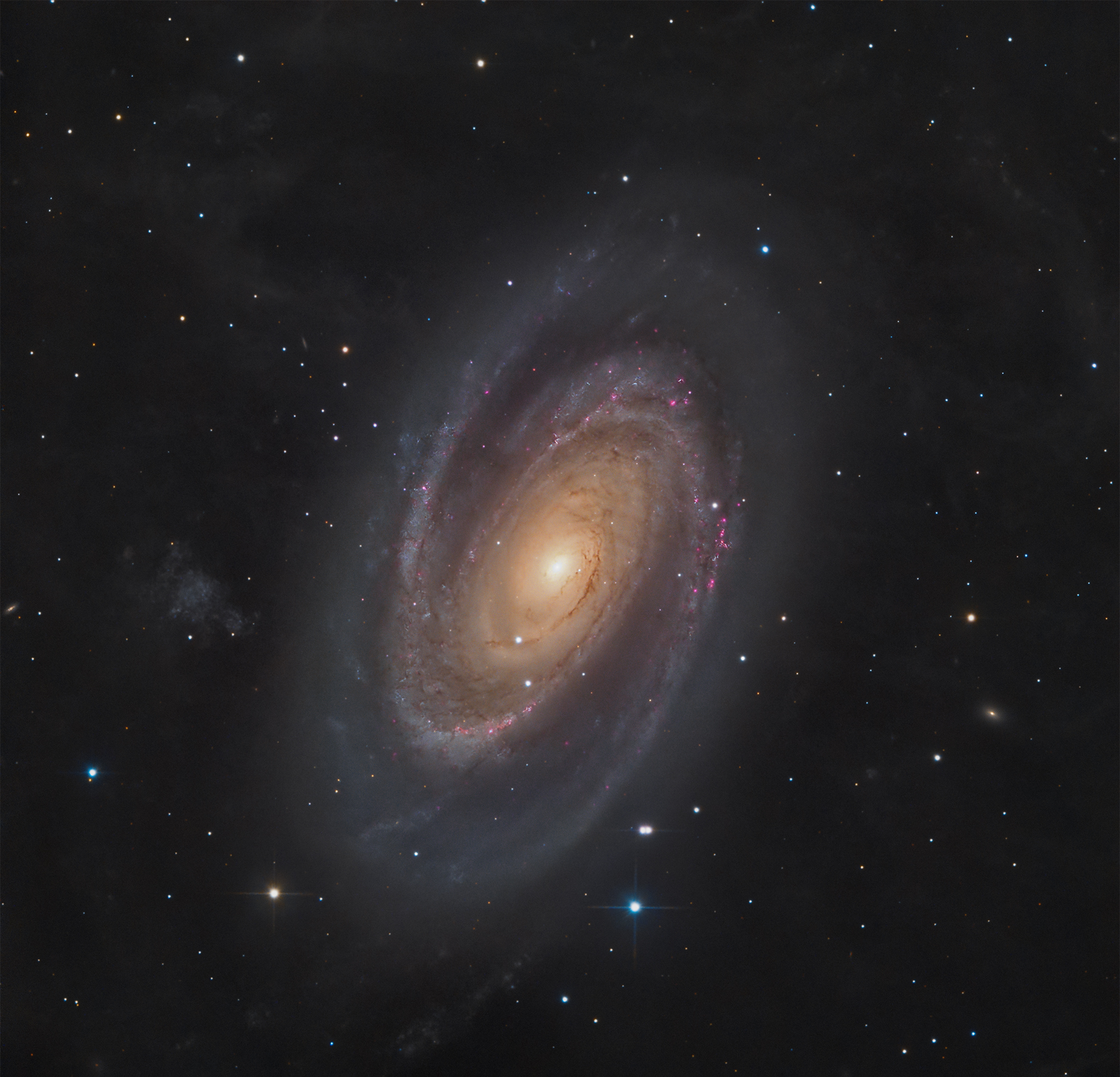
La galaxie de Bode (M81) par un astronome amateur. Holmberg IX est visible à gauche de M81 sous l'apparence d'une faible tâche lumineuse.

## Binaire à éclipses
Holmberg IX abrite une étoile binaire à éclipses d'une période de 271 jours. Ses deux composantes sont toutes deux des supergéantes jaunes.